# Muzeum Broumovska
Muzeum Broumovska je regionální muzeum se sídlem v Broumově. Jeho úkolem bylo a je zajišťovat regionální vlastivědnou činnost, shromažďovat, odborně zpracovávat a uchovávat, restaurovat a zpřístupňovat veřejnosti muzeální předměty, které se vážou k historii a přírodě Broumovska. Vedle trvalé expozice o historii Broumovska muzeum pořádá výstavy a přednášky. Odborné veřejnosti pak zajišťuje patřičnou součinnost. Muzeum sídlí v budově prelatury broumovského kláštera. V šesti sálech se nachází stálá expozice Historie Broumova a Broumovska. Vedle toho jsou v samostatné výstavní síni pořádány příležitostné výstavy.

## Historie muzea

### Sbírky před rokem 1945
Před vznikem okresního muzea existovaly v regionu sbírky institucionální a soukromé:

#### Klášterní benediktinská sbírka
Nejstarší známou sbírkou muzejního charakteru v Broumově byla sbírka Broumovského kláštera. Zpočátku se jednalo o sbírku knih a bohoslužebných předmětů a relikviářů, kam v letech 1295–1594 patřil i Codex Gigas. Po roce 1624, kdy bylo založeno klášterní gymnázium, začaly vznikat i další sbírky, které měly sloužit pro potřebu výuky. Byly založeny sbírky nerostů, zkamenělin, zoologických preparátů a loveckých trofejí, dále herbáře a výrobky uměleckého průmyslu (porcelán, broušené sklo, mince, nábytek a textil). V padesátých letech byla část sbírek převezena do Uměleckoprůmyslového musea v Praze, další pak svezeny do depozitáře na zámku Sychrov. Velká část sbírky byla ale během těchto přesunů zničena nebo rozkradena.

#### Sbírka Městského úřadu
Město mělo vlastní sbírku dokumentů a předmětů, které souvisely s výkonem městské správy. Nejstarší městská kniha byla založena v roce 1407. Vedle dalších dokumentů byly ve sbírce pečetidla, cechovní a spolkové předměty, rychtářská práva, zbraně a pouta. Sbírka byla původně uchovávána pravděpodobně na radnici nebo v některém domě v majetku města. V roce 1919 byla jedna část sbírky umístěna v novém sídle Městského úřadu a druhá číst v budově chlapecké školy. O sbírce se zmiňuje i Antonín Cechner ve svém Soupisu památek, kde popisuje nejvýznamnější předměty sbírky.

#### Ostrostřelecká sbírka
Sbírka střeleckého sboru, později ostrostřeleckého spolku obsahovala spolkové předměty, insignie a klenoty, zbraně a malované terče, Sbírka byla od konce 18. století umístěna ve vlastní budově spolku na střelnici. Některé cenné předměty byly ale použity k uhrazení nákladů na stavbu střelnice. Část sbírky se stala v roce 1945 součástí sbírek Okresního muzea. Čtrnáct malovaných terčů bylo ale do muzea vráceno až v šedesátých letech 20. století. Podle soupisu inventáře střelnice z roku 1884 se zde tehdy nacházelo 53 malovaných terčů. Některé předměty z této sbírky popisuje Antonín Cechner ve svém Soupisu památek.

#### Sbírka Eduarda Langer-Schrolla
Sbírka majitele broumovských textilek Eduarda Langer-Schrolla obsahovala knihovnu se 40 000 svazky a 800 rukopisy a rozsáhlou numismatickou sbírku. Část knihovny a sbírky "celostátního významu" byla po roce 1945 poslána do Prahy, torzo knihovny je uloženo v Okresním archivu v Náchodě.

#### Další soukromé sbírky
- Sbírka Maxe Nowotny-ho, spolumajitele barvírny v Broumově. O osudech jeho sbírky nejsou žádné informace, existuje pouze několik dobových fotografií interiéru jeho vily, ze kterých lze usuzovat o zaměření a rozsahu sbírky.
- Walzelova sbírka byla sbírka zbraní a trofejí, kterou vlastnila rodina továrníků Walzelů z Poříčí u Trutnova. Sbírka byla umístěna v budově bývalé burzy s plátnem a přízí ve Vižňově, odkud rodina pocházela.
- Sbírka sběratele obrazů Schuberta. Ruprechtický rodák, mnichovský sběratel obrazů Schubert nechal během války odvézt svou sbírku v bednách z Mnichova na Broumovsko a uložil ji částečně v broumovském klášteře a částečně na faře v Ruprechticích. Po skončení války byly obrazy zabaveny a část byla odeslána do Národní galerie v Praze. Ve sběratelových bednách byla údajně i sbírka čínského a míšeňského porcelánu a koberců. Z té ale nebylo po válce nic nalezeno.
- Geologická sbírka Franze X. Walzela, která obsahovala mineralogické a paleontologické nálezy z Broumovska, byla po válce předána do Národního muzea v Praze a částečně na Univerzitu v Bratislavě.
- Národopisná sbírka chalupníka a hostinského Cölestina Jüngera. Z této sbírky pochází několik krojů ve sbírkách Muzea Broumovska.[1]

## Okresní muzeum
Muzeum bylo založeno v roce 1945. První stálá expozice byla zpřístupněna v roce 1948 v prostorách bývalé Schrollovy vily.
Ve druhé polovině padesátých let bylo muzeum přestěhováno ze Schrollovy vily do prostor bývalého klášterního gymnázia. Alexandr Skalický zde vybudoval ve skromných podmínkách v šesti místnostech kvalitní expozici historie Broumova a Broumovska, která byla otevřena koncem roku 1958. Jedna z místností pak byla věnována přírodě Broumovska.
Po krátkém působení ředitele Jiřího Boka, které skončilo v roce 1963 jeho obžalováním z rozkrádání národního majetku, se vedení muzea ujal historik Miroslav Otte, který pak vedl muzeum čtyřicet let.
Podařilo se mu získat zpět alespoň několik exponátů muzea, které byly zcizeny jeho předchůdcem. Další jeho zásluhou byla záchrana části inventáře kláštera (část opatského archivu, barokní nábytek, historické rámy obrazů, pozůstalost Vincence Maiwalda).
Zasloužil se i o navrácení řady obrazů a předmětů z inventáře kláštera, které byly odvezeny v padesátých letech v rámci takzvaných "svozů" do depozitáře v Sychrově.
V roce 1976 byl areál broumovského kláštera předán Krajské správě SNB v Hradci Králové. Miroslav Otte prosadil přemístění muzea z nevyhovujících prostor klášterního gymnázia do opatského křídla kláštera. Muzeum zajišťovalo i prohlídky areálem kláštera (opatský sál, knihovnu, refektář, sakristie a kostel) a pořádala rovněž koncerty v klášterním kostele. V roce 1981 byly na popud Antonína Schindlera opraveny varhany.

### Název muzea
- 1945–1960 Okresní museum Broumov
- 1960–1989 Vlastivědné museum v Broumově
- od 1989 Muzeum Broumovska

## Stálá expozice
V polovině osmdesátých let začala být připravována stálá expozice Historie Broumova a Broumovska, která byla otevřena v roce 1991. Autorem scénáře výstavy byl tehdejší ředitel muzea Miroslav Otte, Formální podoba expozice je dílem architekta Arnošta Wagnera z Trutnova a výtvarníka akad. mal. Josefa Procházky.
Tato expozice původně sloužila jako vstupní výstava při prohlídce areálu kláštera. Prohlídka tehdy obsahovala klášterní knihovnu, refektář, sakristii a kostel svatého Vojtěcha. V sedmdesátých a osmdesátých letech 20. století muzeum zajišťovalo také koncerty v klášterním kostele.
V devadesátých letech byla budova kláštera vrácena benediktinskému řádu a muzejní expozice se stala samostatnou výstavou.

## Ředitelé muzea

### Jiří Bok (ve funkci 1961–1963)
Působení Jiřího Boka ve vedení muzea bylo krátké a skončilo uvalením vyšetřovací vazby pro rozkrádání majetku muzea. Některé muzejní exponáty (cínové poháry, historické zbraně a knihy) byly používány jako divadelní rekvizity. Gotická socha svatého Jana byla prodána do muzea v Turnově. Řada obrazů a dalších exponátů muzea zmizela beze stopy. Jiří Bok rovněž pořádal v prostorách muzea soukromé oslavy pro uzavřenou společnost, během kterých byla řada exponátů poničena.

### Miroslav Otte (ve funkci 1963–2003)
Miroslav Otte byl do Broumova povolán ředitelem Okresního muzea v Náchodě, profesorem Janem Juránkem, aby zjistil rozsah škod, způsobených Jiřím Bokem. Posléze byl dne 1. května 1963 jmenován ředitelem muzea.

### Karel Franze (ve funkci 2003–2024)
Karel Franze se od poloviny osmdesátých let 20. století podílel na vzniku nové expozice v opatském křídle kláštera, po odchodu Miroslava Otteho se stal ředitelem muzea.

### Michal Bureš (ve funkci od 2024)
Michal Bureš do té doby působil jako ředitel Paměti národa Východní Čechy a Institutu Paměti národa Pardubice. Je editorem a spoluautorem historických monografií o obcích a osadách u Police nad Metují: Pěkov a Hony, Hlavňov nebo Žďár nad Metují.

## Publikační činnost muzea
- Zpravodaj Okresního muzea
- Broumovský zpravodaj – v roce 1997 bylo muzeum pověřeno vydáváním Broumovského zpravodaje, od roku 2009 převzal vydávání časopisu Městský úřad.

Další publikační činnost muzea je limitována jeho omezenými finančními možnostmi.

## Návštěvnost
| Rok  | Počet návštěvníků |
| ---- | ----------------- |
| 2022 | 2 270             |
| 2023 | 3 150             |
| 2024 | 3 549             |